# Tractat de Limerick

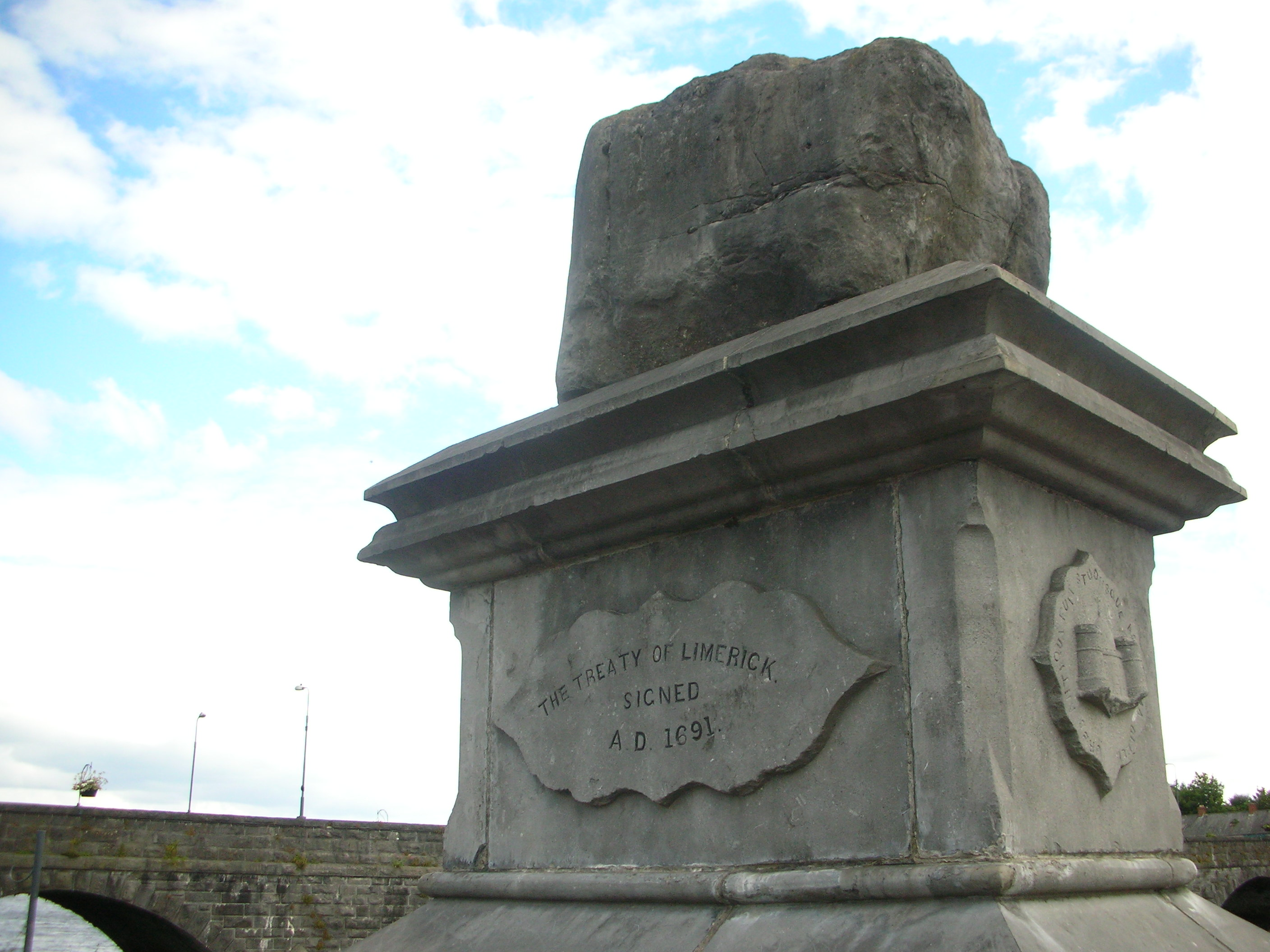
La Treaty Stone, sobre la qual se suposa que es va signar el Tractat de Limerick

El Tractat de Limerick (gaèlic irlandès Conradh Luimnigh) va ser un tractat de pau signat en 1691 a la ciutat de Limerick, Irlanda, que va posar fi a la guerra entre els guillemites (defensors de Guillem III d'Anglaterra, i els Jacobites, partidaris de la Dinastia Stuart. També va suposar la fi del segon setge de Limerick (1690-1691). Es creu que el tractat va ser signat sobre la Pedra del Tractat o Treaty Stone, que actualment pot contemplar-se en un pedestal al costat del riu Shannon i enfront del Castell del Rei Joan. Per aquest motiu Limerick és coneguda com la ciutat del tractat.

## Contingut del Tractat
El Tractat contenia dos tipus de clàusules: civils i militars, encara que més aviat pot parlar-se de dos tractats diferents, un de civil i un altre militar.

### Clàusules militars
En el tractat s'establien que els soldats l'exèrcit jacobita derrotat podien marxar a França a servir sota les ordres de Jaume II d'Anglaterra, en l'anomenada Bridaga Irlandesa. Uns 14.000 soldats jacobites van prendre aquesta opció i van viatjar a Cork, on es van embarcar amb destinació a França, molts d'ells acompanyats per les seves dones i fills.
Una altra opció per als soldats derrotats era unir-se al mateix exèrcit guillermita, opció que van adoptar uns 1.000 soldats. La resta (uns 2.000) van preferir tornar a casa.
Aquesta part del tractat estava composta per vint-i-nou clàusules, que van ser acordades entre el Tinent General Godert de Ginkell, Comandant en Cap de l'exèrcit anglès, i els Tinents Generals D'usson i de Tesse, Comandants en Cap de l'exèrcit irlandès.

### Clàusules civils
Aquestes clàusules tenien la finalitat de defensar els drets dels jacobites que van decidir quedar-se en Irlanda. El Tractat establia que les seves propietats no podien ser confiscades mentre juressin obediència a Guillem III d'Anglaterra, i que els nobles catòlics tenien permís per portar armes. No obstant això, les clàusules d'aquest tractat civil no van ser respectades pels guillermites per molt temps, hagut de sobretot a l'oposició del Parlament anglès. Des de 1695, una sèrie de dures lleis penals van començar a imposar-se als catòlics irlandesos.
Aquesta part del tractat contenia tretze articles, acordats entre Sir Charles Porter i Thomas Coningsby, Jutges d'Irlanda, i el Baró de Ginkle, Tinent General i Comandant en Cap de l'exèrcit anglès.